# みんなで歌おう!
『みんなで歌おう!』（みんなでうたおう）は、1962年10月5日から1966年1月28日までTBS系列局で放送されていたTBS製作の歌謡番組である。放送時間は毎週金曜 19:00 - 19:30 （日本標準時）。

## 概要
子供も大人もみんなで楽しく、いい歌を歌おうをコンセプトにしていた番組。毎回1つのテーマに沿って様々な歌を紹介し、それらを出演者と一般からの参加者たちが歌っていた。他ののど自慢番組とは違って歌唱力の優劣を決めることはなかった。

## 出演者
- 梓みちよ
- 小島正雄
- ダーク・ダックス

## スポンサーについて
前身番組の『百万円Xクイズ』 → 『歌まねXさん』 → 『歌まねチャンピオン』から引き続き東洋紡績（現・東洋紡）と日本エクスラン工業の二社提供で放送。因みに、東洋紡はエクスランの親会社であるため、東洋紡グループの単独提供になっていた（東洋紡#グループ企業を参照）。
本番組の最終回をもって、TBSの金曜19:00枠で続いた東洋紡・エクスラン二社提供番組シリーズは終了した。

## 参考資料
- 朝日新聞縮刷版[どれ?]

| TBS系列 金曜19:00枠 【本番組まで東洋紡績・日本エクスラン工業二社提供枠】 | TBS系列 金曜19:00枠 【本番組まで東洋紡績・日本エクスラン工業二社提供枠】 | TBS系列 金曜19:00枠 【本番組まで東洋紡績・日本エクスラン工業二社提供枠】 |
| 前番組                                                                   | 番組名                                                                   | 次番組                                                                   |
| ------------------------------------------------------------------------ | ------------------------------------------------------------------------ | ------------------------------------------------------------------------ |
| 歌まねチャンピオン （1962年2月2日 - 1962年9月28日）                      | みんなで歌おう! （1962年10月5日 - 1966年1月28日）                        | ジンタカ・パンチ! （1966年2月4日 - 1966年4月29日）                       |